# Hypselosaurus
Hypselosaurus (лат., возможное русское название — гипселозавр) — род гигантских динозавров-зауроподов из семейства Titanosauridae, обитавших на территории современных Франции и Испании.

## Описание
Гипселозавр обладал необыкновенно длинной шеей и хвостом. Отличался от других титанозавров строением конечностей. 
Обладал значительными габаритами: длиной — 12 м, высотой — 4,3 м, весом — 9 т. Родовое название Hypselosaurus, буквально — «высокий ящер», отражает высокий рост динозавра и длину конечностей.

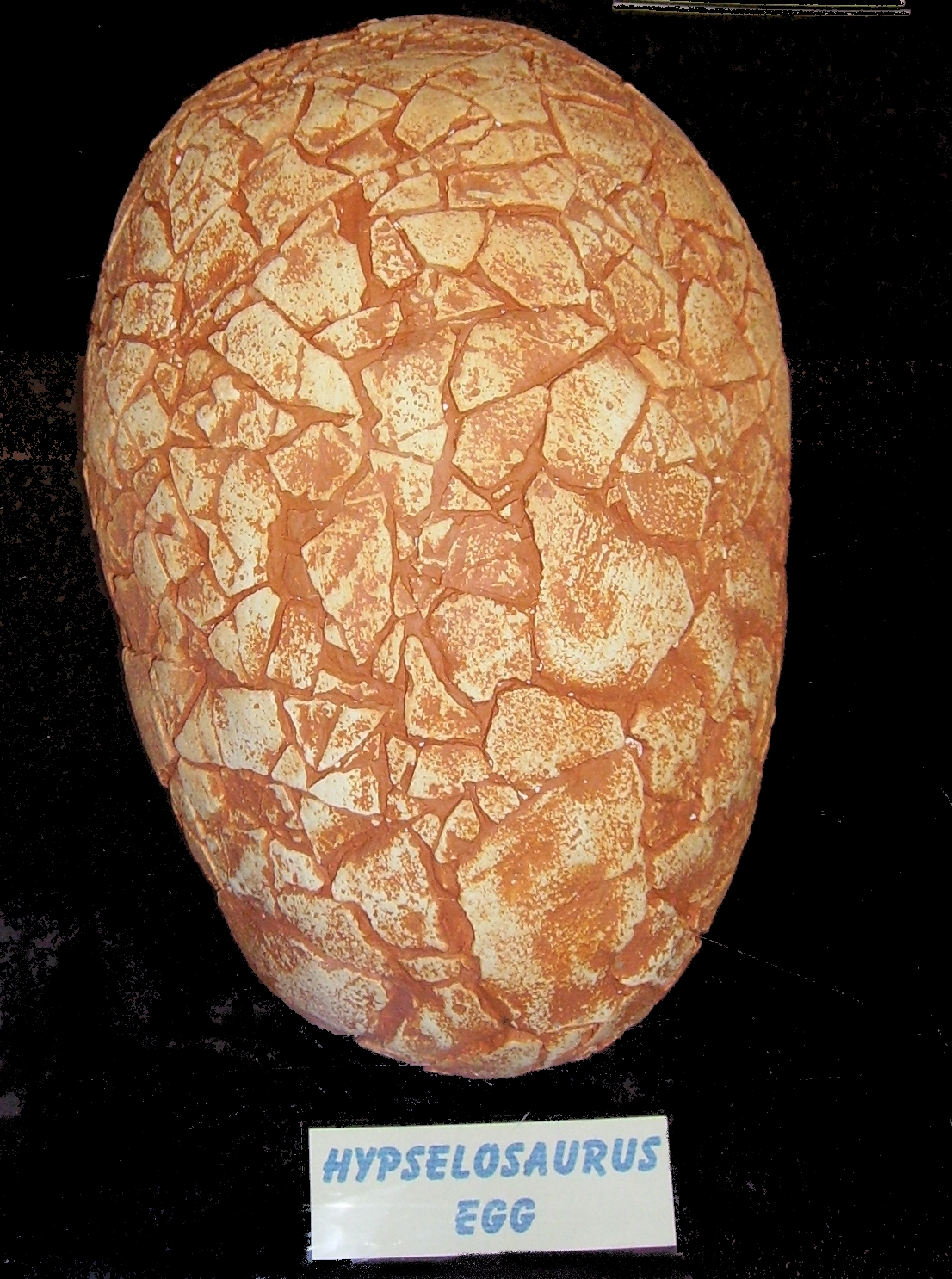
Яйцо Hypselosaurus

Яйца, отложенные, как считается, гипселозавром, были первыми из найденных яиц динозавров. Они находились в гнезде, напоминавшем небольшой кратер. Яйца имели бугристую поверхность, их длина составляла 30 см, а объём — 2 л. Детеныши, вылупившиеся из таких яиц, весили около 3 кг. Не исключено, что гипселозавр аккуратно расставлял яйца, так как они располагались вереницей.
Чтобы выжить, гипселозавр вынужден был поглощать несметное количество растительности, которую он щипал мелкими слабыми зубами. Известно около десятка ископаемых остатков животных длиной 10—12 м.